# Сластьон Юрій Федорович
Сластьон Юрій Федорович — український політик.
Селянська спілка «Заповіт Ілліча», гол. правл. (з 02.1998)
Н. 28.03.1953 (с-ще Лазурне, Скадовський район, Херсонська область); укр.; батько Федір Костянтинович (1924—1975) — дир. радгоспу «Заповіт Ілліча»; мати Ганна Пантеліївна (1928) — агроном радгоспу «Молодіжний», пенс.; дружина Тамара Іванівна (1953) — учит. молодших класів Ульянівської загальноосв. школи; дочка Наталія (1975) — учит. Ульянівської загальноосв. школи; син Владислав (1979) — студ. Херсон. с.-г. ін-ту.
Осв. Каховський зоотех. тех-м, зоотех. ф-т (1968—1973); Херсон. с.-г. ін-т (1983—1988), зооінж.
Народний депутат України 2 склик. з 04.1994 (2-й тур) до 04.1998, Голопристанський виб. окр. № 401, Херсон. обл., висун. СелПУ. Член Комітету з питань АПК, земельних ресурсів і соц. розвитку села. Член групи «Відродження та розвиток агропром. комплексу України» (до цього — чл. ґр. «Аграрники України»). На час виборів: радгосп «Заповіт Ілліча» Скадовського району, дир.
- 03.-08.1973 — дератизатор, радгосп «Заповіт Ілліча» Скадовського р-ну.
- 08.1973-08.76 — інструктор зі спорту, радгосп «Молодіжний» Скадовського р-ну.
- З 08.1976 — заст. гол. виконкому, Лазурненська селищна рада нар. деп.
- З 05.1984 — секр. парткому, радгосп «Молодіжний».
- З 06.1987 — дир., радгосп «Заповіт Ілліча» Скадовського р-ну.
- З 01.1995 — гол. правл., КСП пайовиків «Заповіт Ілліча».
- З 02.1996 — член Комісії ВР України з питань АПК, земельних ресурсів та соц. розвитку села.

Заслужений працівник сільського господарства України (11.1993).

## Джерело
- Офіційний портал ВР